# Nada Contra (Ciúme)
"Nada Contra (Ciúme)" (estilizado em caixa baixa) é uma canção gravada pela cantora brasileira Clarissa Müller, lançada como um single sem álbum no dia 20 de agosto de 2021. A canção ganhou o TikTok Awards 2021 na categoria "Hit do Ano". No dia 12 de novembro, ela lançou um videoclipe para a canção.

## Prêmios e indicações
| Ano  | Premiação     | Categoria  | Trabalho              | Resultado | Ref.  |
| ---- | ------------- | ---------- | --------------------- | --------- | ----- |
| 2021 | TikTok Awards | Hit do Ano | "Nada Contra (Ciúme)" | Venceu    | [ 2 ] |